# Ptilosticha cyanoplaca
Ptilosticha cyanoplaca is een vlinder uit de familie van de gevorkte motten (Schreckensteiniidae). De wetenschappelijke naam van de soort is voor het eerst geldig gepubliceerd in 1910 door Meyrick.